# クアマイア
クアマイア（Kuamaia）は、約5億年前カンブリア紀に生息した節足動物の一属。横に広い台形の頭部をもつ、中国雲南省の澄江動物群で見つかった2種が知られている。

## 形態

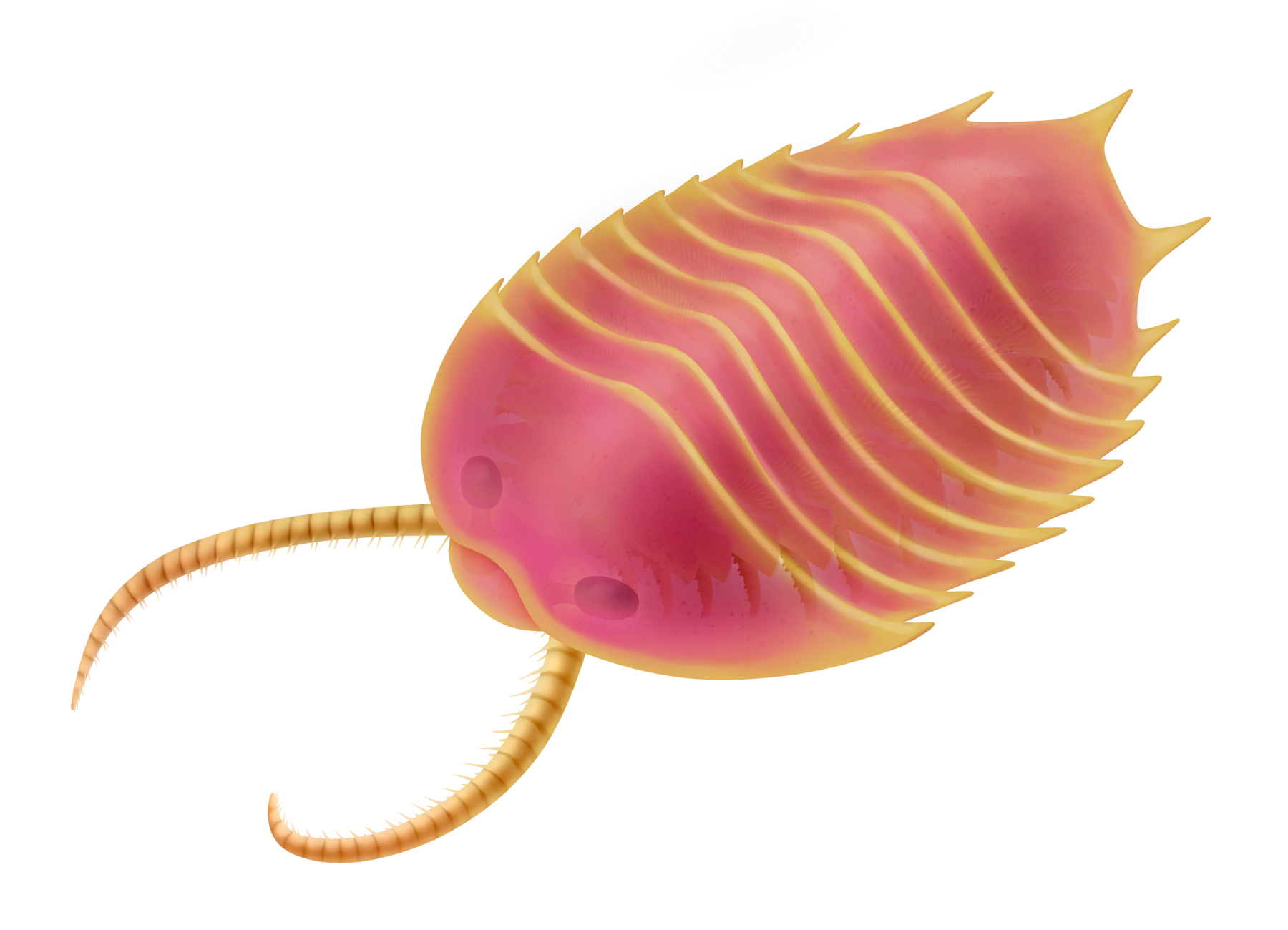
Kuamaia lata の復元図

体長は触角を除いて1.4cmから7.9cmほど。全身は楕円形で上下に平たく、背面の外骨格（背板 tergite）は正中線の軸部 (axial lobe) のみわずかに盛り上がる。数多くの体節は頭部 (head, cephalon) と胴部 (trunk) に、胴部は更に胸部 (thorax) と尾部 (pygidium) と計3つの合体節に分かれている。各背板左右の肋部 (tergopleurae) は縁辺部で前後に接しており (edge-to-edge)、上下にずらしたり重なったりすることのない不動な構造をしている。
頭部の背甲 (head shield) は台形で長さより横幅の方が広く、先頭中央には1枚の楕円形の甲皮 (anterior sclerite, または prehypostomal sclerite) が突き出し、側眼の視神経に連続する1対の内部構造 (frontal organ) がある。その直後には1対の側眼（複眼）があり、この眼は Hou & Bergstöm 1997 では背甲の背面に付属とされるが、Edgecombe & Ramsköld 1999 ではヘルメティアやサペリオンと同様腹面に付属し、可動の短い眼柄で甲皮の後方に繋いだとされる。胸部は2-8節の胸節からなり、それぞれ同形で両後端がわずかに尖る。尾部は大きな倒三角形で4-8節の体節が含まれており、左右に2-3対、末端に1本の棘が生えている。

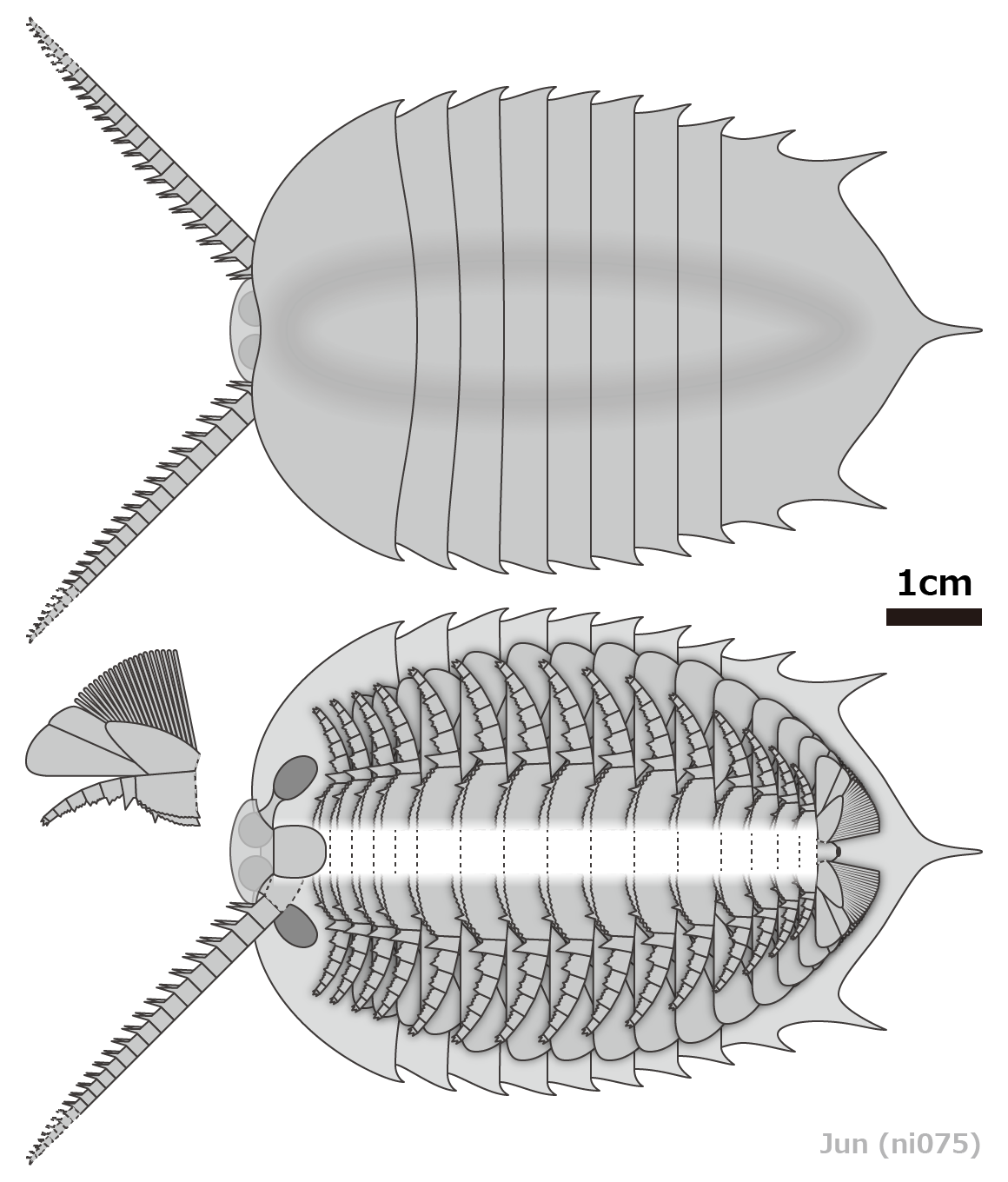
Kuamaia lata の模式復元図
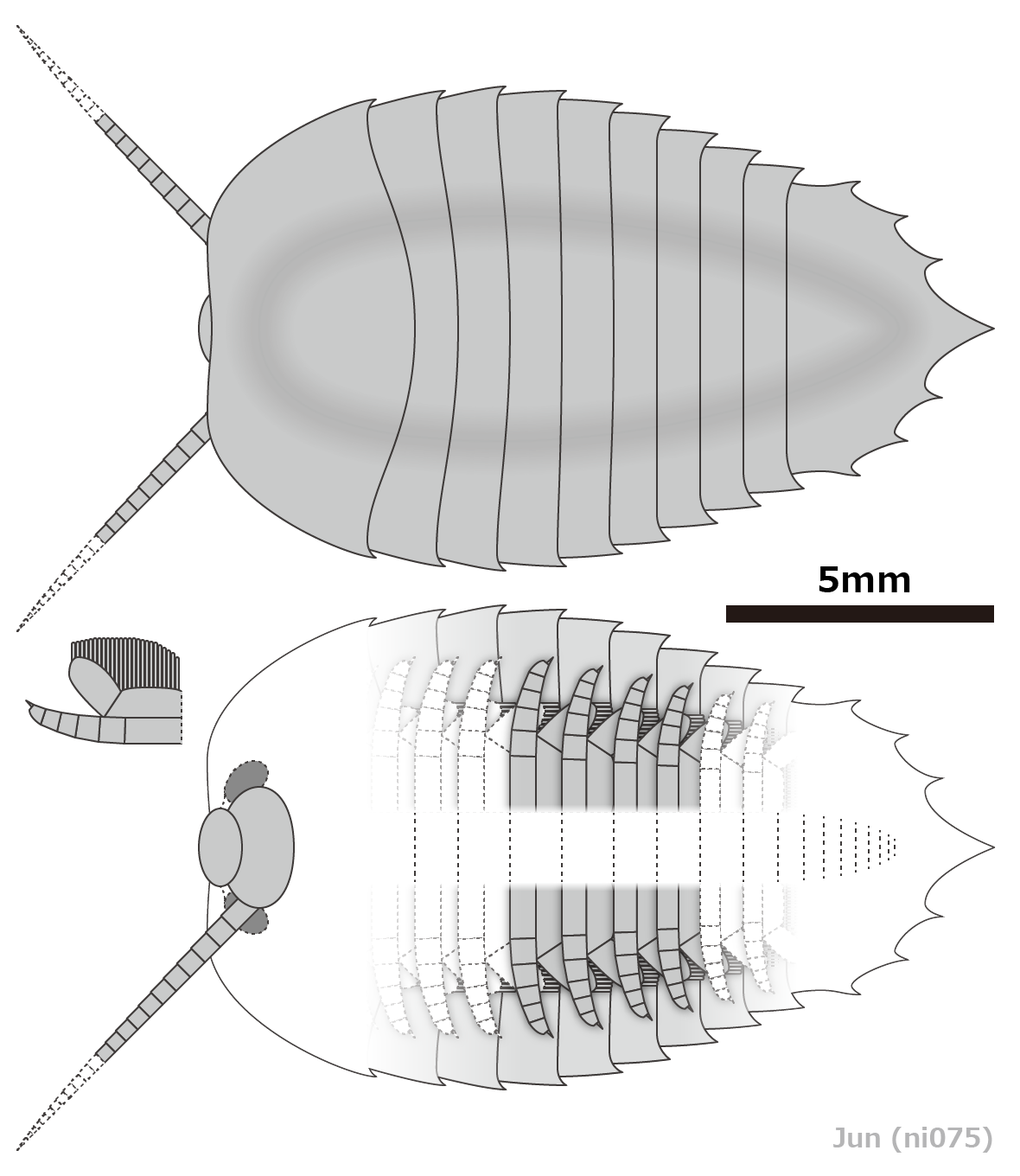
Kuamaia muricata の模式復元図

腹面は順に甲皮の腹面構造・1枚のハイポストーマ (hypostome)・1対の触角・十数対の脚が配置される。ハイポストーマは甲皮の後方に隣接し、その左右から突き出した触角は十数以上の節に分れ、少なくとも K. lata の場合は節ごとに対になるの棘が内側に並んでいる。頭部の脚は従来では3対と推測されたが、後に K. lata から4対が確認される（すなわち頭部は先節から触角と4対の脚に対応する第1-5体節まで含まれる）。胸部の脚は1胸節につき1対、尾部の脚は K. lata から4対が確認され、K. muricata の場合は有無が不明。脚は二叉型で、原節 (protopod) から2節の扇形の外肢 (exopod) と5-6節の歩脚型の内肢 (endopod) に枝分かれしている。K. lata の場合、原節は丈夫で顎基 (gnathobase) をもち、内肢は鋸歯状の内突起 (endite) が内側に生えている。外肢は2節の平板状で、後縁に数多くの葉状の構造体 (lamella) が並んでいる。葉状の構造体は他のArtiopoda類と同様鰓だと考えられるが、K. lata の場合は外肢1枚に付き平均22本をもち、同じ類の節足動物にしては少ない方である。尾部の最終体節より少し後ろの所に肛門が開く。

## 生態
クアマイアは底生性の捕食者であり、外肢で呼吸をし、棘のある触角と脚で獲物を捕獲したと考えられる。

## 分類

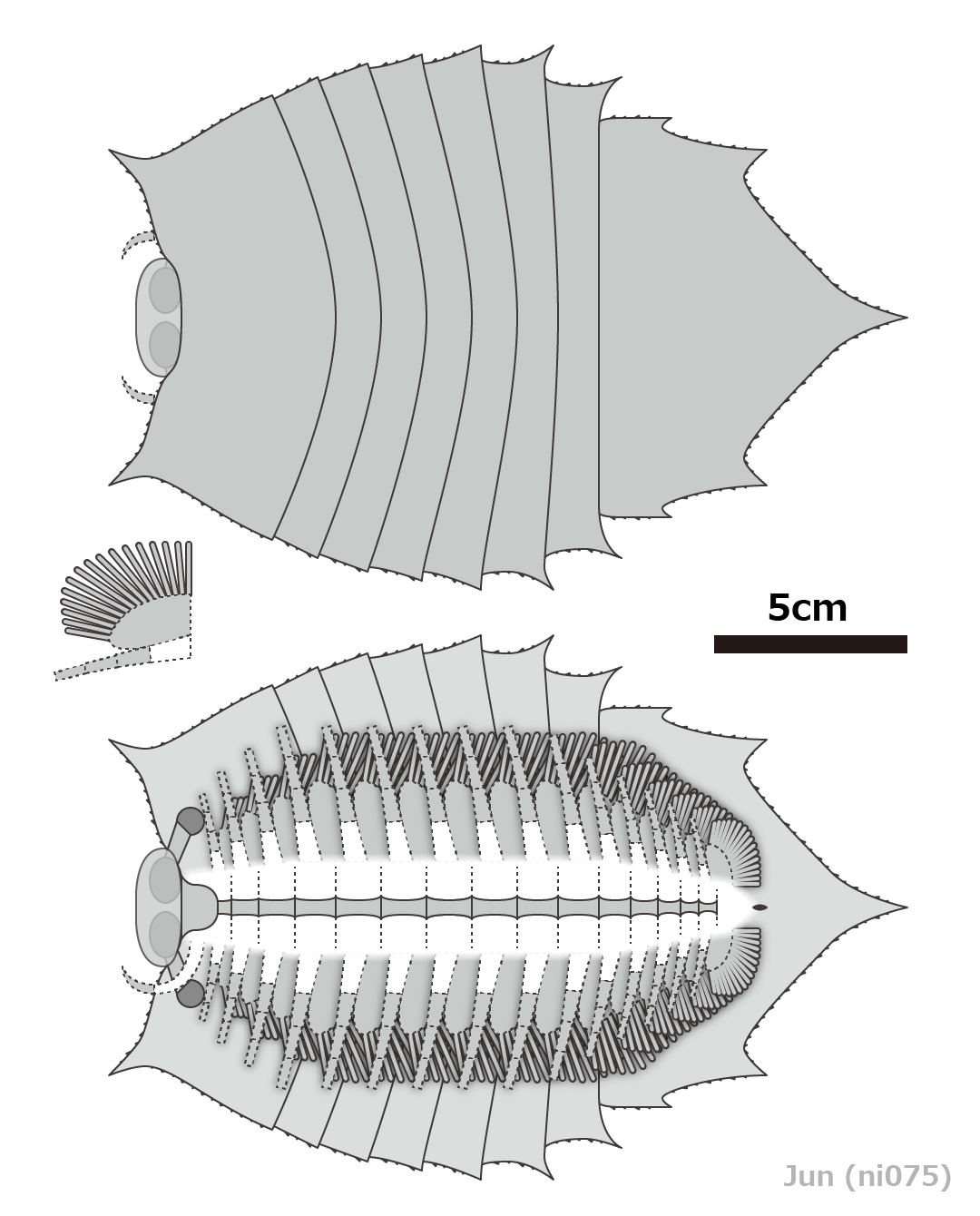
ヘルメティア

クアマイアは古生物のみ知られる節足動物の分類群Artiopoda類に属する。その中で本属は三葉虫やナラオイアなどと共に三葉形類に、更にサペリオンやヘルメティアなどと共にConciliterga類（またはヘルメティア目 Helmetiida）に分類され、特にヘルメティアとの姉妹群関係が多くの系統解析に支持される。また、この2属は更にロンビカルヴァリアやハイフェンゲラと共にヘルメティア科 (Helmetiidae) にまとめられることもあり、そのうちクアマイアは頭部と胸部の形態（背甲台形、7-8胸節、どれも背板両後端の棘は控えめ）から他の種類と区別される。
感覚に適した触角を全般的にもつArtiopoda類として、クアマイアの棘のある触角は異様であり、むしろKiisortoqiaやキリンシアなどという、基盤的な節足動物の捕獲に適した前端の付属肢を彷彿とさせる。しかしクアマイアの派生的な系統位置によると、その捕獲に適した性質はおそらく前述した節足動物のような祖先形質ではなく、Artiopoda内の感覚用の触角から収斂進化した派生形質だと考えられる。
クアマイア（クアマイア属 Kuamaia）には Kuamaia lata と Kuamaia muricata という2種が認められ、主に胸部背板と尾部側棘の数を基に区別される。
- Kuamaia lata Hou, 1987[2]

模式種（タイプ種）。体長1.4cm - 7.9cm。胸部は7節。尾部は頭部より長く、側棘2対。内肢は6節。外肢先端節は2枚板状で毛がない。
- Kuamaia muricata Hou & Bergström, 1997[3]

体長1.48cm。胸部は8節。尾部は頭部より短く、側棘3対。内肢は5節。外肢先端節は1枚板状で毛がある。